# فريدريك ستارك بيرسون
فريدريك ستارك بيرسون (بالإنجليزية: Frederick Stark Pearson)‏ هو رائد أعمال ومهندس أمريكي، ولد في 3 يوليو 1861 في لوويل في الولايات المتحدة، وتوفي في 7 مايو 1915 في المحيط الأطلسي.